# Guilloche

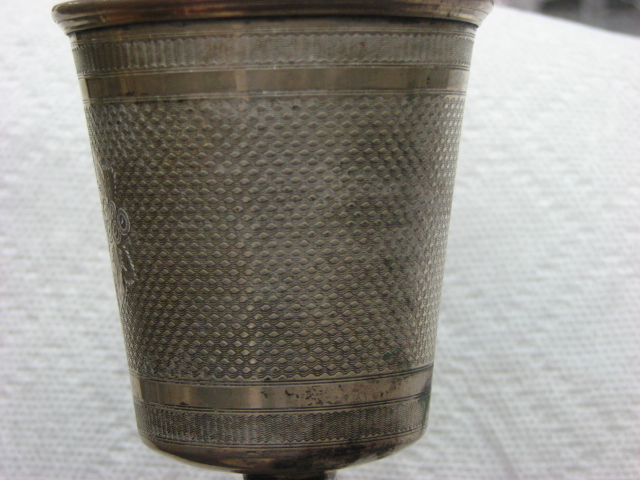
Guilloche-Metallarbeit

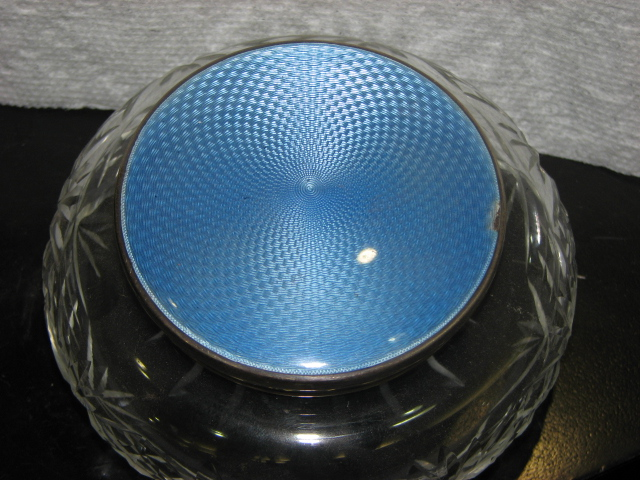
Emaillierte Guillochearbeit

Die Guilloche ist ein feines ornamentales Muster aus mehreren ineinander verwundenen und überlappenden Linienzügen. Die Linien bilden schnurartige, oft asymmetrische, geschlossene Rauten, Ellipsen oder Kreisbahnen.
Das Gravieren von Guillochen auf Metall wird als Guillochieren bezeichnet. Dazu wurden seit dem 17. Jahrhundert Guillochiermaschinen oder Guillochen, eine auf diesen Zweck spezialisierte Form von Drehbänken, verwendet. Im Deutschen existieren auch die Ausdrücke Rund- und Geradzugmaschine (Zug = Guilloche); im Englischen lauten die Bezeichnungen entsprechend rose engine und straight line engine.
In der Drucktechnik dienten die Guillochen der Verzierung und der Graustufung. Da in früheren Zeiten die heute verbreitete Rastertechnik nicht üblich war, um Grafiken mit abgestuften Farbtönen (Graustufen) differenziert zu färben, wurden Linienmuster eingesetzt. Je dichter das Netz der Linien war, umso dunkler erschien die gedruckte Fläche.

## Geschichte

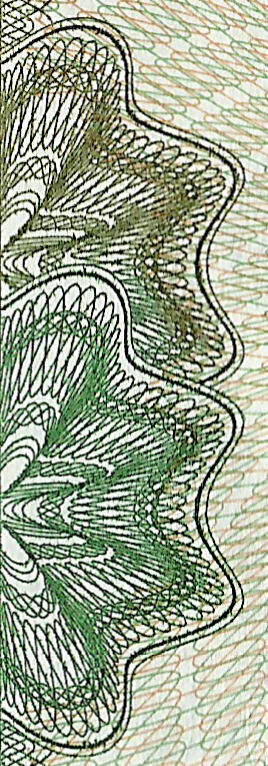
Beispiel einer Guilloche auf einer Banknote

Je nach Quelle wird die Erfindung der Guilloche unterschiedlich erklärt:
- Der Erfinder soll der Franzose Guillot sein.[1]
- Der Begriff „Guilloche“ kommt vom französischen Wort für „Grabstichel“, ein Gravierwerkzeug.
- Hans Schwanhardt († 1621) soll sie erfunden und sein Schwiegersohn Jacob Heppner († 1645) zur Verbreitung beigetragen haben.
- Jakob Degen erfand zwischen 1816 und 1820 ein Guillochen-Graviergerät.[2]

## Muster-Druck

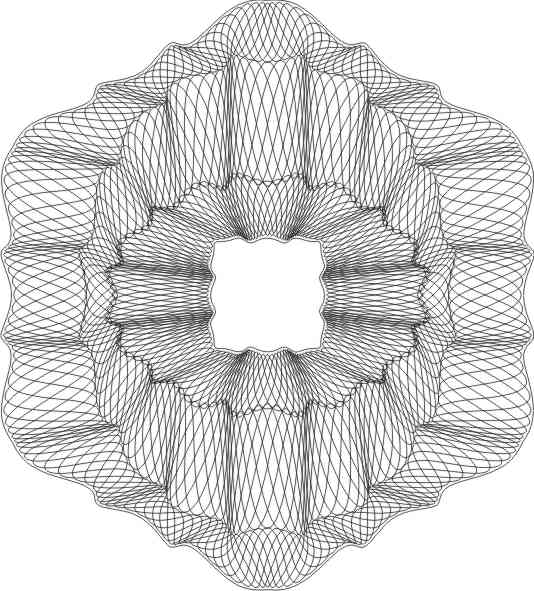
Guillochemuster bei Wertpapieren

Guillochen wurden in früheren Zeiten vor allem als Sicherheitsmerkmal beim Druck von Banknoten, Wertpapieren, Reisepässen und Ausweispapieren eingesetzt, um eine Fälschung zu erschweren, da sich die Guillochen auf den damals noch gravierten Druckplatten nicht ohne Weiteres 1:1 reproduzieren ließen. Zugleich erschweren sie Manipulationen durch mechanische Rasuren an Originaldokumenten, da derartige Eingriffe durch das unterbrochene Guillochenmuster offensichtlich werden. Bedingt durch modernere fälschungssichernde Maßnahmen, die man heutzutage in derartige Dokumente einarbeiten kann (OVI, OVD, Mikroschriften etc.), werden Guillochen inzwischen nicht mehr so häufig eingesetzt.

## Schmuckproduktion

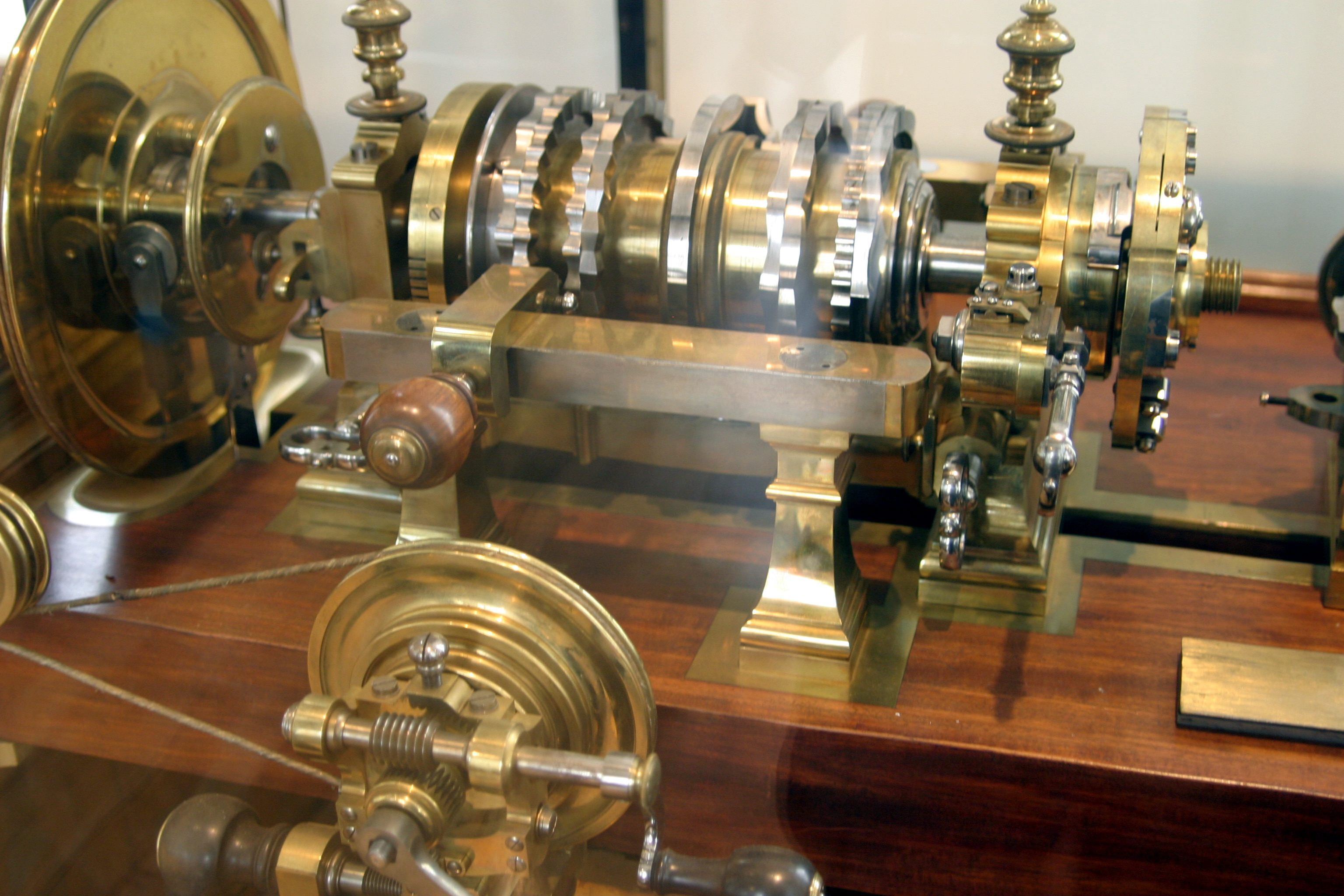
Guillochiermaschine im Musée des arts et métiers (um 1760)

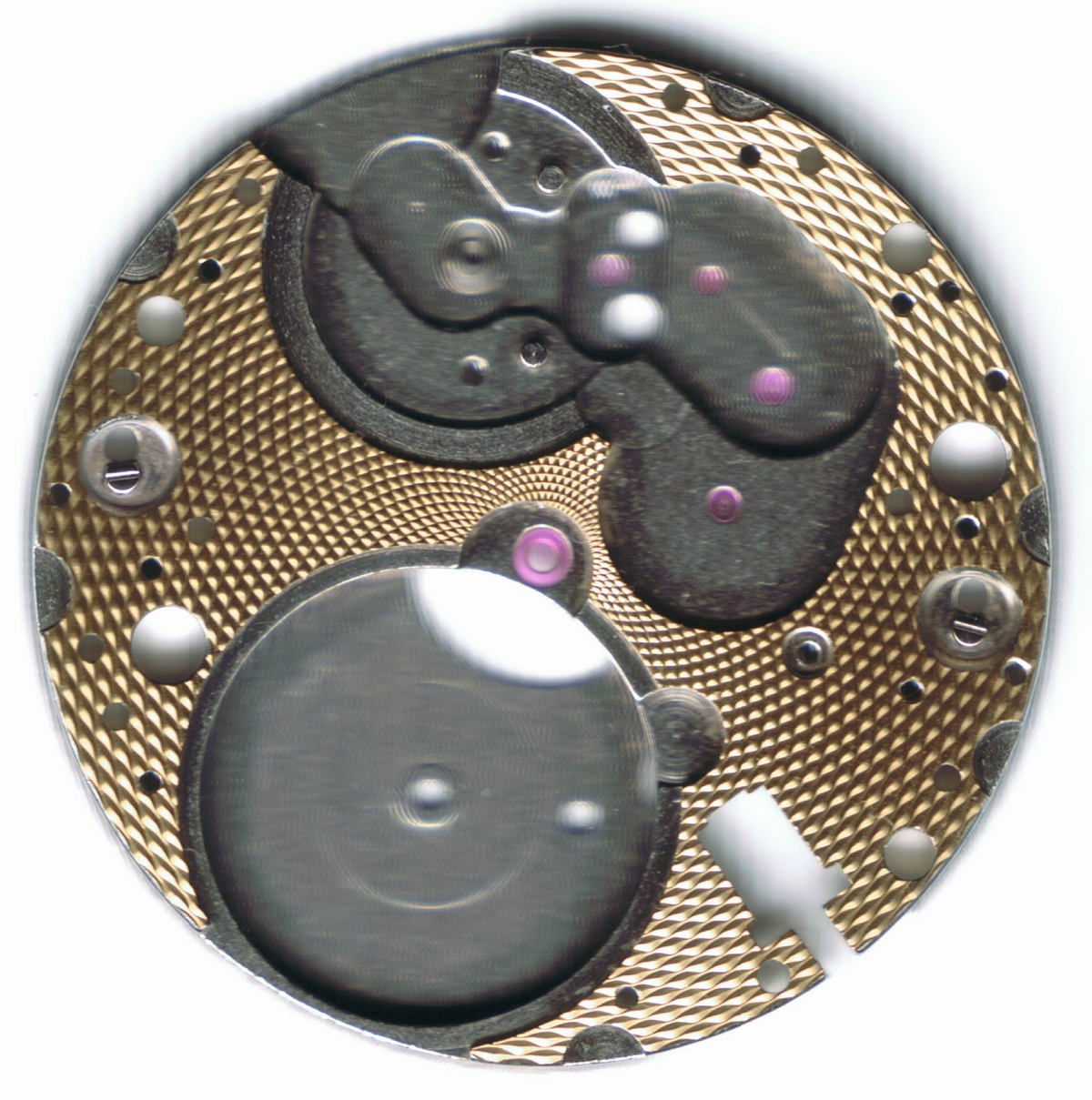
Barley-Guilloche auf einer Uhrwerksplatine

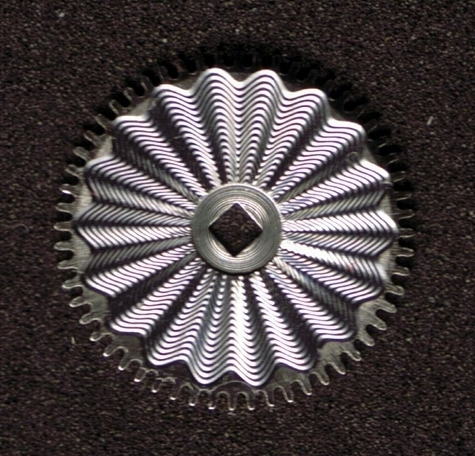
Sonnen-Guilloche auf Uhrwerkszahnrad

Bei Uhren und Schmuckstücken kommen weniger komplexe Linienmuster zum Einsatz als bei der Herstellung von Druckvorlagen für Zertifikate und Geldscheine. Hier wird auch im Gegensatz zu gedruckten Guillochenmustern die räumliche Gestaltung des Musters im Material berücksichtigt.
Beliebt waren Guillochen bei sogenannten Taschengebrauchsartikeln: Dosen, Bechern, Taschenuhrdeckeln, Feuerzeuge bis hin zu Kugelschreibern in neuerer Zeit; sehr deutlich treten sie bei silbernen Fingerhüten hervor.
Das Guillochieren ist ein im Aussterben begriffenes Handwerk. Es wurde in Akkordarbeit verrichtet und ist nicht mehr rentabel. In der Abteilung Schmuckproduktion des Deutschen Technikmuseums Berlin sind hierzu Objekte und Videos zu sehen, unter anderem Kunstwerke des 2001 verstorbenen Guillochiermeisters Walter Zaiß, der die Ausstellung mit aufgebaut hat.
Die Goldschmiedeschule in Pforzheim bildet derzeit noch an Guillochiermaschinen aus und im  Technischen Museum Pforzheim sind Guillochiermaschinen ausgestellt.
In der Uhrenindustrie Deutschlands und der Schweiz trifft man noch auf wenige Betriebe, die das Guillochieren von Uhrwerkteilen oder Zifferblättern beherrschen.

## Prominente Guillocheure
Bekannt für guillochierte Schmuckstücke und Uhren sind Carl Peter Fabergé und Abraham Louis Breguet.

## Sonstiges
- Zahlreiche Firmen und Institutionen, darunter die Bundesanstalt für Finanzdienstleistungsaufsicht (BaFin), benutzen Guillochen als Logo.
- Gideon Fairman wird in einer Schrift von Horace H. Furness als Erfinder des engine-turning (= Guilloche) bezeichnet.